# سنگرآباد (هوراند)
سنگرآباد یکی از روستاهای استان آذربایجان شرقی است که در دهستان دیکله بخش مرکزی شهرستان هوراند واقع شده‌است.این روستا ۸۹ نفر جمعیت دارد.